# 丁伙镇
丁伙镇，是中华人民共和国江苏省扬州市江都区下辖的一个乡镇级行政单位。

## 行政区划
丁伙镇下辖以下地区：
丁伙社区、大陆桥社区、丁伙村、丁南村、双华村、高桥村、新杭村、李丰村、乔墅村、富桥村、锦西村、联盟村、红桥村、延庆村、新庄村、锦东村、锦北村和阚桥村。